# 扬尼斯·佩维
扬尼斯·沃尔德马罗维奇·佩维（俄语：Янис Вольдемарович Пейве；1906年8月3日—1976年9月13日），苏联农业学家，党和国家领导人。曾任苏联最高苏维埃民族院主席，拉脱维亚苏维埃社会主义共和国部长会议主席等职务。苏联科学院院士，拉脱维亚苏维埃社会主义共和国科学院院士，列宁奖获得者。

## 生平
- 1906年7月21日（格里历：8月3日）出生于沙俄普斯科夫省托罗佩茨基区Sementsovo村。
- 1923年-1925年，Velikie Luki教育学院学习。
- 1925年-1929年，莫斯科农业学院学习。
- 1929年-1931年，莫斯科农业学院工作。
- 1931年-1942年，托尔若克亚麻研究所实验室负责人，部门负责人，农学博士学位。1940年加入联共（布）。
- 1942年-1944年，托尔若克亚麻研究所所长。
- 1944年-1950年，拉脱维亚农业科学院院长。期间，1946年当选拉脱维亚苏维埃社会主义共和国科学院院士。
- 1951年-1959年，拉脱维亚苏维埃社会主义共和国科学院院长。期间，1953年当选苏联科学院生物科学部通讯院士（土壤科学和农业化学方向）。
- 1958年3月-1966年8月，苏联最高苏维埃民族院主席。期间，1959年11月-1962年4月，拉脱维亚苏维埃社会主义共和国部长会议主席。
- 1963年起，苏联科学院Timiryazev农业研究所微量元素生物化学实验室负责人。
- 1966年7月，当选苏联科学院院士（农业化学方向）。
- 1966年8月-1971年5月，苏联科学院院长。
- 1971年-1976年，苏联科学院生物学系院士。
- 1976年9月13日于莫斯科逝世，享年70岁。葬于新圣女公墓。

佩维是苏共21-23大代表；第22届中央候补委员，第23届中央委员；苏联第4-7届最高苏维埃民族院代表。

## 荣誉
- 发现微量元素的生物学作用及其在农业中的应用获1964年列宁奖
- 社会主义劳动英雄称号（1969）
- 五次列宁勋章（1954,1958,1966,1969,1975）
- 三次劳动红旗勋章（1946,1950,1951）
- 两次荣誉勋章（1936,1945）
- 劳动英勇奖章（1959）[2]